# Династия Юстиниана

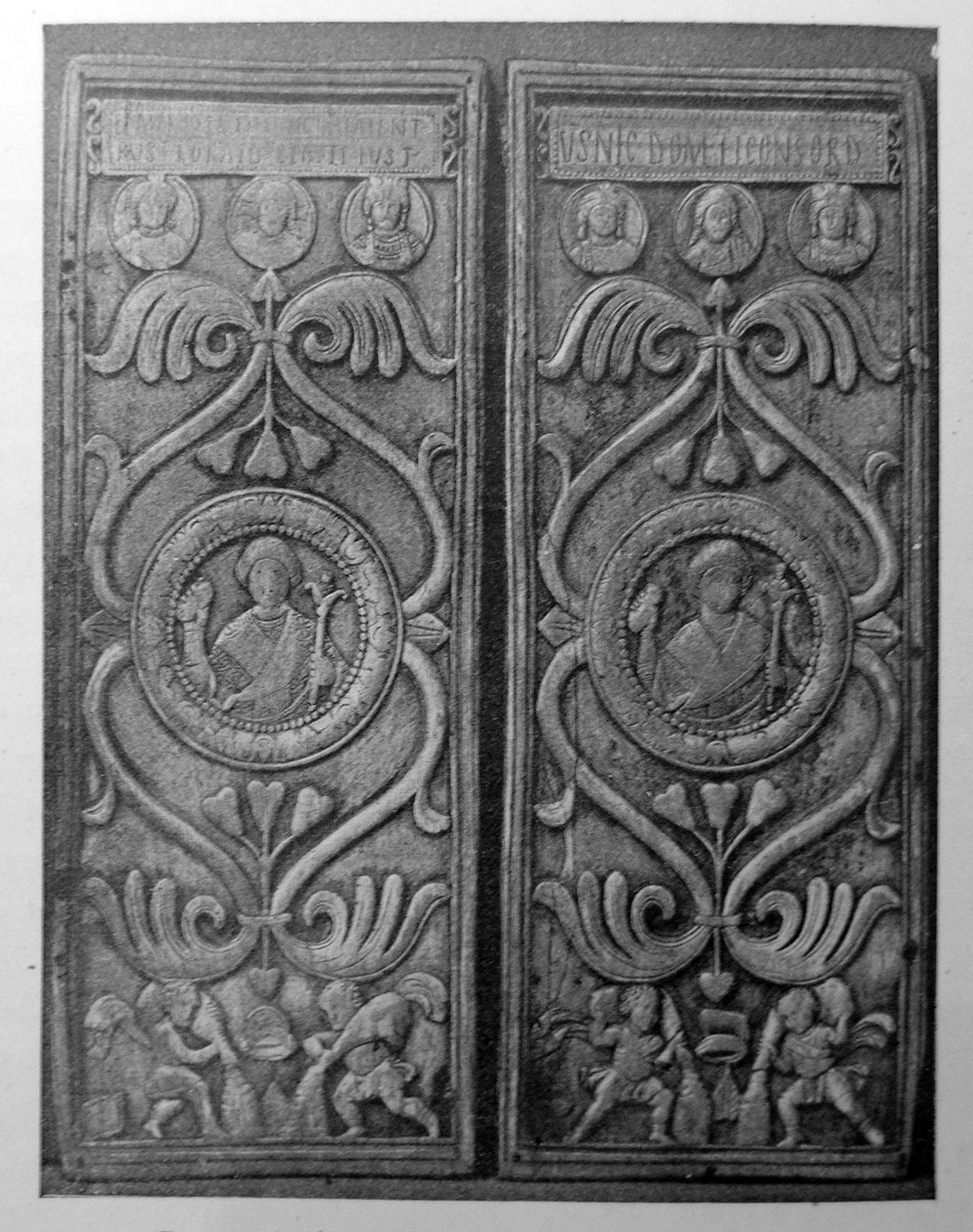
Консульские диптихи (540) Юстина, сына Германа, кузена Юстиниана.

Династия Юстиниана — семья иллирийского происхождения, правившая Византийской империей с 518 по 602 год. Первым императором из неё был Юстин I, последним Маврикий. Возможно, что патриарх Герман I (ум. 740), отцом которого был некий Юстиниан, был потомком этой династии, так как имена Герман и Юстиниан были в ней нередки.

## Общая характеристика династии
Династия, названная по имени своего самого яркого представителя, правила с 518 года, когда один из начальников гвардии (экскувиторов), необразованный Юстин I (518—527) (называемый также Старшим), был избран на престол после смерти Анастасия. После него правил его знаменитый племянник Юстиниан I Великий (527—565), а за ним племянник последнего Юстин II Младший (565—578). Психически больной, не имевший сыновей Юстин II усыновил и сделал цезарем начальника гвардии, фракийца Тиберия. После него правил муж дочери Тиверия, император Маврикий (582—602).

## История
Имена родителей Юстина I до нас не дошли. Из «Тайной истории» нам известно имя и происхождение жены Юстина, которую звали Луппикина, и которую он купил в молодости. Юстин впоследствии женился на ней, однако Луппикина не решилась войти во дворец под собственным именем, которое было для современников смешным и неблагозвучным, и приняла имя Евфимия.
Брак Юстиниана и Феодоры был бездетен, тем не менее у него было шесть племянников и племянниц. Наиболее знаменитым из них был патриций Германос, прославившийся военными победами и справедливостью. Феодора, видевшая в нём возможного наследника Юстиниана, относилась к патрицию очень холодно. Женат он был на внучке Теодориха. У Германоса было два сына — Юстин и Юстиниан, так же занимавшие военные должности. По смерти императрицы Германос был приближен Юстинианом. В 550 году был направлен в Италию против Тотилы, но скоропостижно умер в Сардике, не имея полных 50 лет от роду. Юстин был убит на следующий день после смерти Юстиниана, по приказу нового императора.
Вигилантия хорошо известна по источникам. Вместе со своим мужем Дульсидием (лат. Dulsidius), о котором ничего не известно, она была матерью Юстина II. Юстин женился на племяннице Феодоры, чем сильно способствовал своему возвышению при дворе. На протяжении долгих лет он занимал должность куропалата и фактически руководил действиями дряхлеющего царя. На сестре Феодоры был женат крупный военачальник Ситт, получивший звание magistrum militum praesentalis. На племяннице императора Прейекте был женат сенатор Ареобинд, главноуправляющий Африки, трагически сложивший там голову.

## Генеалогическое дерево
- Юстин I — (518—527)
  1. Бездетен в браке с Евфимией
- Вигилантия, сестра Юстина
  1. В браке с Савватием
    - Пётр Савватий, усыновлённый Юстином и правивший как Юстиниан I — (527—565)
      1. Бездетен в браке с Феодорой

    - Вигилантия
      1. В браке с Дульсидием
        - Юстин II — (565—578)
          1. В браке с Элией Софией, дочерью Комито, сестры Феодоры
            - Арабия. Замужем за Бадуарием
            - усыновлён Тиберий II — (574—582)
              1. В браке с Ино Анастасией.
                - Константина (ум. 605), замужем за Маврикием (582—602).
                  1. Мария[англ.]. Замужем за Хосровом II.
                  2. Феодосий (ум 602)

                - Харита, замужем за Германом[англ.]

        - Марцелл[англ.], женат на Юлиане, внучатой пра-правнучке Анастасия I
        - Прейекта[англ.]
          1.             - Маркиан[англ.]. Племянник Юстина II, но не известно, чей сын.
            - Елена[англ.]. Племянница Юстина II, но не известно, чья дочь.
- Неизвестный брат или сестра Юстина
  1. В браке с неизвестным партнёром
    - Герман
      1. В браке с Пассарой
        - Юстин, консул в 540 году
        - Юстиниан[англ.]
        - Юстина

      2. В браке с Матасунтой?!
        - Герман

    - Бораид[англ.]
      1.         - Дочь

    - Юст